# Walter Houser Brattain
Walter Houser Brattain (10. února 1902, Amoy – 13. října 1987, Seattle) byl americký fyzik, který spolu s Johnem Bardeenem a Williamem Shockleym objevil tranzistor. Za tento objev získali v roce 1956 Nobelovu cenu za fyziku.

## Mládí
Ačkoli se narodil v Amoy, v Číně, rané dětství strávil ve Springfieldu, Oregonu a Washingtonu. Vyrůstal ve státu Washington na farmě svých rodičů, Rosse R. Brattaina a Ottilie Houser. Svůj bakalářský titul získal z fyziky a matematiky na Whitman College in Walla Walla ve Washingtonu v roce 1924. V roce 1926 získal na University of Minnesota magisterský titul a v roce 1929 na stejné univerzitě titul Ph.D. ve fyzice. Vedoucím doktorandské práce byl John T. Tate a tématem byl dopad elektronů na rtuťové výpary. V letech 1928 až 1929 pracoval v Národním úřadu pro míry a váhy (National Bureau of Standards) ve Washingtonu, D.C., a v roce 1929 přešel do Bellových laboratoří v New Jersey.
Brattainův výzkum v Bellových laboratořích před druhou světovou válkou se nejdříve týkal fyziky povrchu wolframu a později povrchu oxidů mědi a povrchu křemíku. Během druhé světové války se věnoval rozvoji metod odhalení ponorek pro Columbia University. Po válce se vrátil do Bellových laboratoří a připojil se ke skupině vedené Williamem Shockleym. Ten od začátku roku 1946 vedl hlavní výzkum polovodičů pro praktické vytvoření zesilovače.
Jejich výzkum vedl v roce 1947 k objevu hrotového tranzistoru. Za tento objev obdrželi v roce 1956 Brattain, John Bardeen a William Shockley Nobelovu cenu za fyziku.
Walter Brattain zemřel 13. října 1987 v Seattlu.